# Кяселево
Кя́селево (фин. Kässylä, Kässilä, Kässynkylä) — микрорайон Всеволожска, находится в северной части города.

## Геологические особенности
Кяселево расположено на северном склоне Румболово-Кяселевской островной, холмисто-камовой возвышенности, сложенной песками, валунными супесями и суглинками.

## Географическое положение
Находится на возвышенности в северной части Всеволожска на территории ограниченной с юга микрорайоном Сельхозтехникум, с запада Колтушским шоссе, с севера границей города, с востока лесным массивом и озёрами Большим (Круглым) и Длинным. Высота центра микрорайона — 48 м.
| Ближайшие микрорайоны  | Ближайшие микрорайоны    | Ближайшие микрорайоны       |
| ---------------------- | ------------------------ | --------------------------- |
| Северо-запад: Пугарево | Север:                   | Северо-восток:              |
| Запад:                 |                          | Восток:                     |
| Юго-запад: ЦРБ         | Юг: ЦРБ, Сельхозтехникум | Юго-восток: Сельхозтехникум |

## История
Деревня Кяселево впервые упоминается в составе мызы (имения) Рябово в документах начала XVIII века. Согласно ревизским сказкам в 1720-е годы в деревне числилось 12 человек мужского пола, а в 1740-е годы — 19 человек.
Финская деревня Kässölä упоминается в наиболее старых из сохранившихся церковных регистрационных книгах Колтушского лютеранского прихода, начиная с 1745 года.
Первые картографические упоминания о ней приходятся на 1792 год, это деревня Киселева на карте Санкт-Петербургской губернии прапорщика Н. Соколова и селение Keselewa на карте окрестностей Санкт-Петербурга А. М. Вильбрехта.
В XVIII веке деревня входила в состав мызы Рябово вместе с другими деревнями: Бабино, Углово, Корнево, Большое Румболово, Лангино, Рябове, Пугарево, Коккорево (Большое Пугарево) и деревней Мельница на Мельничном ручье.
Как деревня Киселева упоминается на «карте окружности Санкт-Петербурга» 1810 года.
Согласно «карте окружности Санкт-Петербурга» 1817 года деревня Киселева насчитывала 6 крестьянских дворов.

КАССИЛЕВА — деревня принадлежит наследникам покойного действительного камергера Всеволода Всеволожского, жителей по ревизии 13 м. п., 24 ж. п.; (1838 год)

На Плане генерального межевания Шлиссельбургского уезда упоминается как деревня Кясселева.
В пояснительном тексте к этнографической карте Санкт-Петербургской губернии П. И. Кёппена 1849 года деревня названа Kässilä (Кассилева), а также указано количество её жителей на 1848 год: савакотов — 10 м. п., 25 ж. п., финляндских карелов — 9 м. п., 8 ж. п., всего 52 человека.

КАССЕЛЕВА — деревня г. Всеволожского, 6 дворов, 16 душ м. п. (1856 год)

Число жителей деревни Кясселево по X-ой ревизии 1857 года: 20 м. п., 22 ж. п..
Согласно «Топографической карте частей Санкт-Петербургской и Выборгской губерний» в 1860 году деревня Касселева также насчитывала 6 дворов.
В 1862 году деревню, как и всю Рябовскую волость, поразила эпизоотия — массовый падёж скота, к которому добавился неурожай из-за выпавшего 9 сентября снега.

КАСЕЛЕВА — деревня владельческая близ оз. Большого; 6 дворов, жителей 20 м. п., 22 ж. п.; (1862 год)

Согласно подворной переписи 1882 года в деревне Кясселево проживали 7 семей, число жителей: 19 м. п., 16 ж. п., лютеране: 9 м. п., 16 ж. п., разряд крестьян — собственники, а также пришлого населения 20 семей, в них: 34 м. п., 42 ж. п., лютеране: 30 м. п., 38 ж. п..

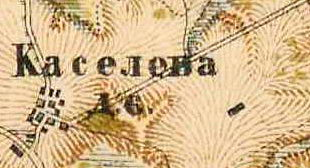
План деревни Кяселево. 1885 год

В 1885 году деревня называлась Каселева и так же насчитывала 6 дворов.

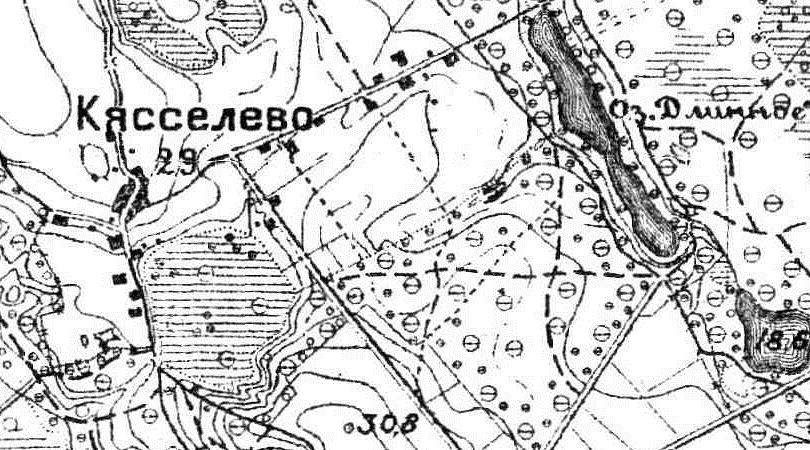
План деревни Кяселево. 1895 год

В 1895 году, согласно карте Шлиссельбургского уезда, деревня Кясселево насчитывала уже 29 дворов.

КЯССЕЛЕВО — деревня на земле Румболовского сельского общества при проселочной дороге от мызы Рябово в деревню Малое Пугорево вблизи о. Длинного, 10 дворов, 13 м. п., 26 ж. п., всего 39 чел., общественный хлебозапасный магазин крестьян Румболовского сельского общества.

КЯССОЛОВСКОЕ ПОЛЕ — поселок арендаторов, при просёлочной дороге: 15 дворов, 43 м. п., 40 ж. п., всего 83 чел. (1896 год)

В XIX веке старая часть деревни — Верхнее Кяселево, находилась несколько севернее современной, там где сейчас расположен песчаный карьер «Пугарево». К началу XX века деревня расстроилась вдоль дорог: на юг к Рябову вдоль современной улицы Холмистой (Кяселевское Поле) и на восток к озёрам Большому (Круглому) и Длинному (Нижнее Кяселево), приняв современные очертания.
Административно деревня входила в состав Рябовской волости Шлиссельбургского уезда Санкт-Петербургской губернии. Она относилась к лютеранскому приходу Ряяпювя. Население деревни было исключительно финским.
Владелицей Кяселева в 1905 году была вдова действительного статского советника П. А. Всеволожского, Елена Васильевна Всеволожская.
В 1909 году в деревне было 30 дворов. В деревне находилась дача биржевого маклера Евгения Шнейдерса.
С 1910 года в деревне работала двухклассная земская школа (Кясселевское училище), учителем в ней был Константин Павлович Мухин.

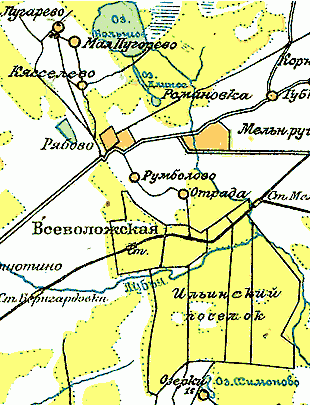
Деревня Кяселево на карте окрестностей Ленинграда. 1928 год

С 1 марта 1917 года — в Румболовском сельсовете Рябовской волости.
В июне 1917 года последняя владелица мызы Рябово Лидия Филипповна Всеволожская отвела близ деревни Кяселево участок земли площадью три десятины под первое в округе православное кладбище. Согласно документам Петроградского правления Духовной консистории ранее в дачном посёлке Всеволожский своего кладбища не было, из-за чего православное население пользовалось лютеранским кладбищем у железнодорожной станции Рябово. Однако, в связи с революционными событиями октября 1917 года православное кладбище в Кяселеве так и не появилось.
По данным Рябовского продовольственного комитета на начало 1918 года в деревне проживали 173 человека.
По сведениям Рябовского волостного совета в феврале 1921 года в деревне насчитывалось 111 жителей, в апреле — 121, в декабре — 127. Деревня состояла из 30 дворов.
С 1 февраля 1924 года — в Румболовском сельсовете Ленинской волости.
В конце 1924 года в деревне числилось 53 мужского и 75 женского пола, всего 128 прихожан Рябовской лютеранской церкви.
Согласно переписи населения СССР 1926 года:

КЯССЕЛЕВО ВЕРХНЕЕ — деревня Румбаловского сельсовета Ленинской волости Ленинградского уезда, 24 хозяйства, 106 душ.

Из них русских — 1 хозяйство, 1 душа; ингерманландцев — 14 хозяйств, 70 душ; суоми — 8 хозяйств, 33 души; ижор — 1 хозяйство, 2 души.

КЯССЕЛЕВО НИЖНЕЕ — деревня Румбаловского сельсовета, 37 хозяйств, 146 душ.

Из них русских — 20 хозяйств, 70 душ; ингерманландцев — 6 хозяйств, 30 душ; суоми — 10 хозяйств, 44 души; эстов — 1 хозяйство, 2 души. (1926 год)

Большую часть населения деревни Кясселево Нижнее составляли переселенцы и потомки переселенцев из Финляндии, так называемые «финляндские карелы».
В том же году Румболовский сельсовет стал финским национальным. В деревне работал частный магазин Кугаппи.
В 1930-е годы в деревне действовал колхоз «Кясселево».
С 1 августа 1931 года — в Романовском финском национальном сельсовете.

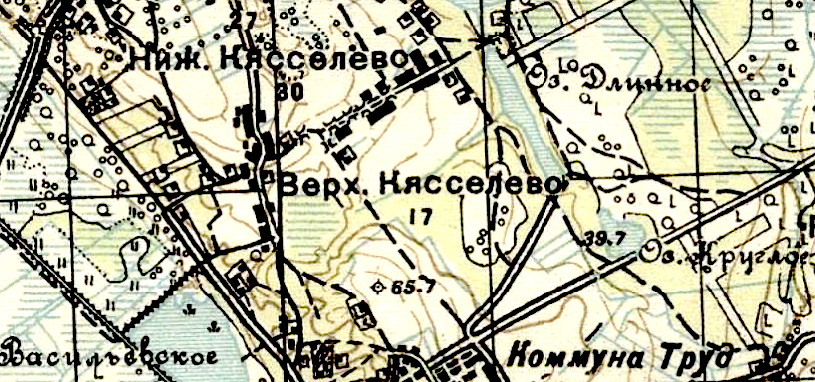
Деревни Верхнее и Нижнее Кяселево на карте 1931 года

Согласно топографической карте РККА 1931 года деревня Верхнее Кяселево насчитывала 17 дворов, Нижнее Кяселево — 30.
По административным данным 1933 года деревня Кясселево также относилась к Романовскому финскому национальному сельсовету Ленинградского Пригородного района.
В 1938 году население деревни Кясселево насчитывало 225 человек, из них русских — 75 человек, финнов — 150 человек.
Согласно переписи населения 1939 года:

КЯССЕЛЕВО — деревня Романовского сельсовета Всеволожского района, 299 чел. (1939 год)

До 1939 года — место компактного проживания ингерманландских финнов. 1 января 1939 года деревня Кяселево (Нижнее) была ликвидирована, а её территория отошла военному ведомству. 
В 1958 году население деревни Кяселево составляло 36 человек.
По административным данным 1966 и 1973 годов деревня Кяселево находилась в составе Щегловского сельсовета. 
В 1967 году во Всеволожске было открыто движение автобусов, маршрут № 1 прошёл от платформы Всеволожская до деревни Кяселево, которая начиналась сразу за ЦРБ, где находилось разворотное кольцо.
С 23 октября 1989 года деревня Кяселево находилась в составе Романовского сельсовета.
16 июня 1994 года, в соответствии с постановлением правительства Ленинградской области № 150, деревня Кяселево вошла в состав города Всеволожска.

## Инфраструктура
В микрорайоне Кяселево ведётся активное коттеджное строительство.
На улице Круговой существует одноимённый коттеджный посёлок.
Кроме частных домовладений, в микрорайоне построен жилой комплекс «Земляничная поляна» из трех 5-этажных корпусов на 450 квартир с собственной инфраструктурой.

## Фото

Строительство на дне осушенного озера. 2011 год
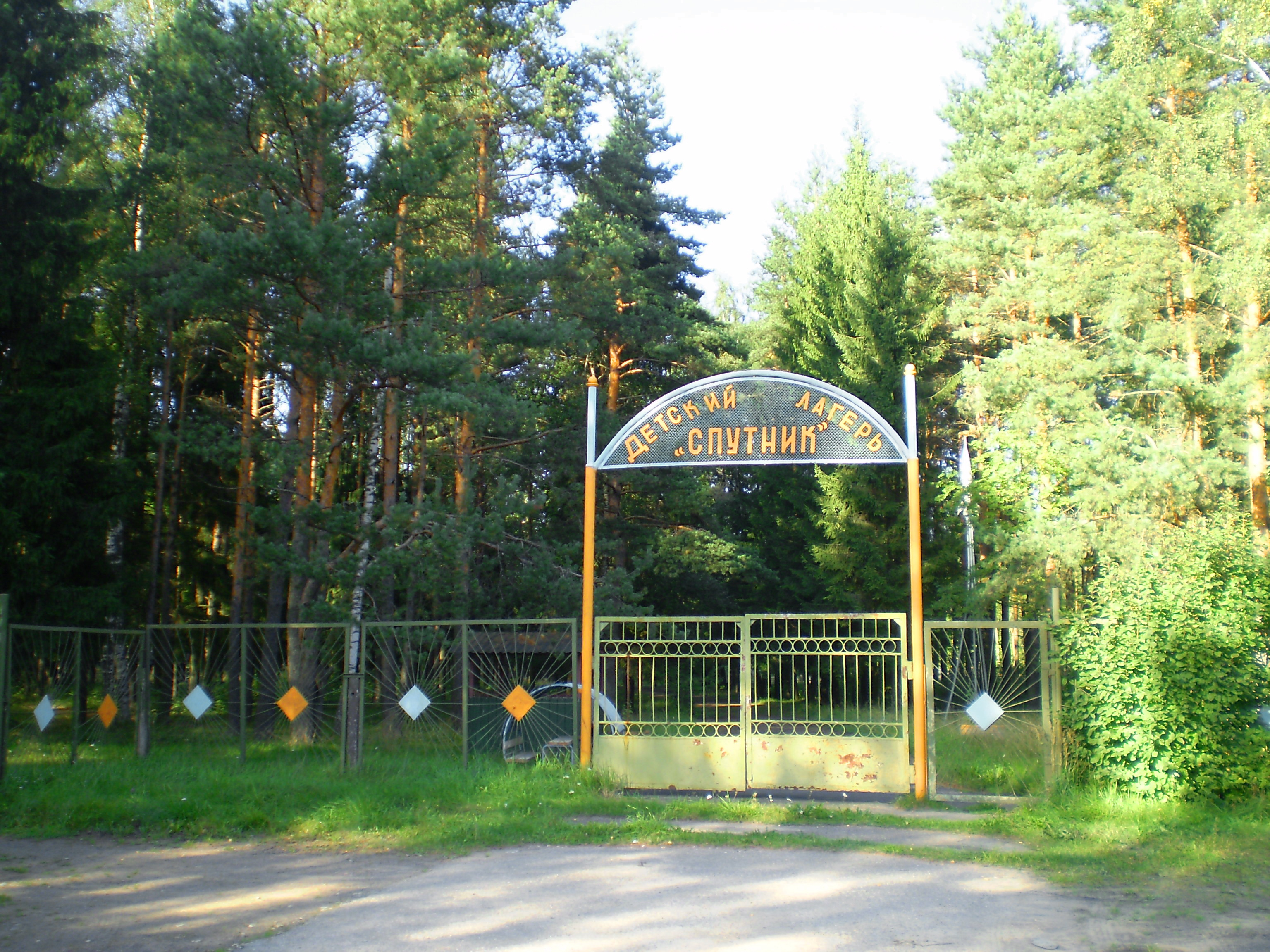
ДОЛ «Спутник» в микрорайоне Кяселево. 2012 год
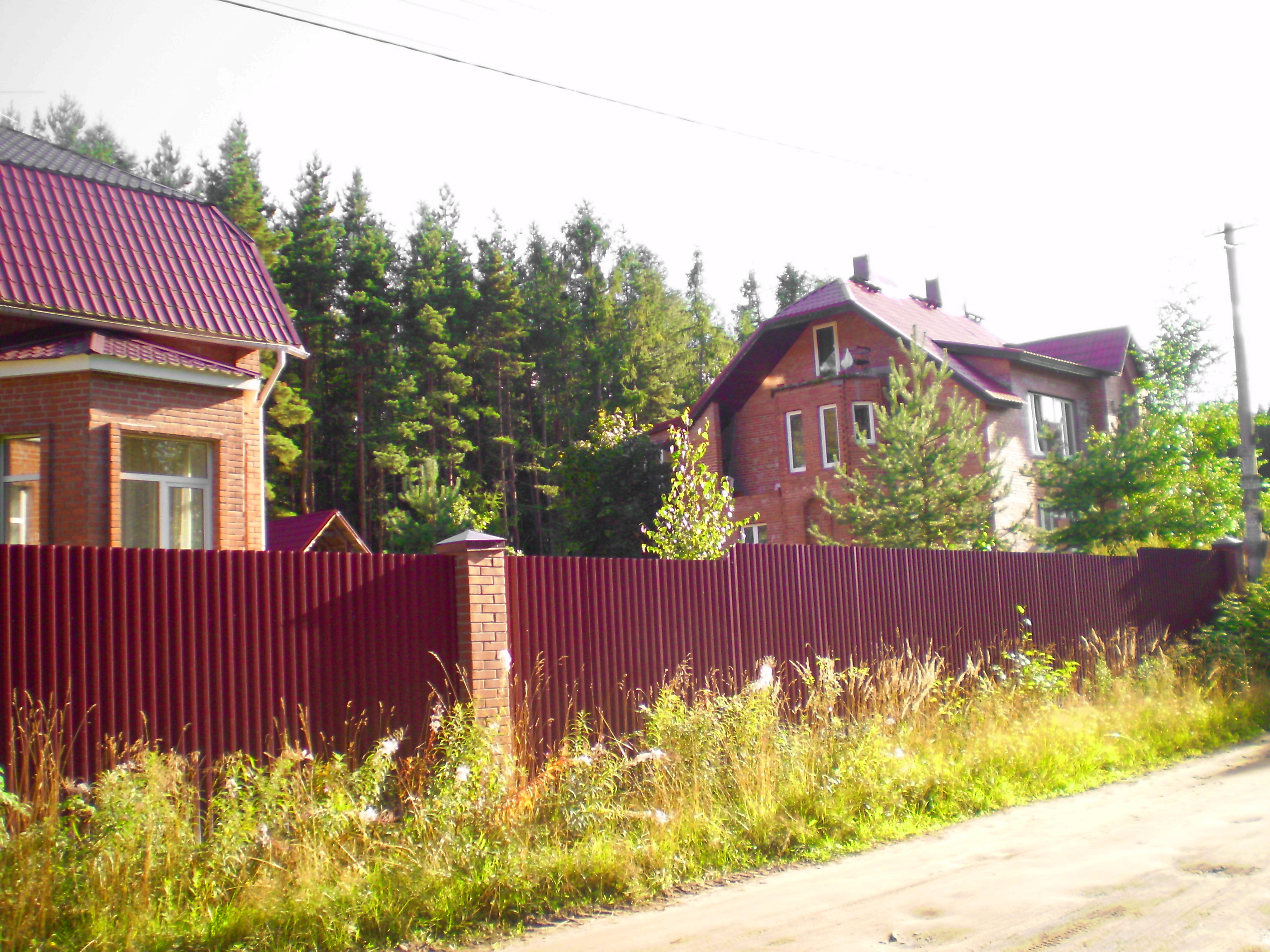
Кяселево, улица Центральная. 2012 год

## Улицы
Длинноозёрная, Загородная, Камчатская, Круговая, Лесная, Луговой переулок, Медовая, Моховой переулок, Объездная, Озёрная, Пожарный проезд, Поселковая, Пугаревская, Пугаревский проезд, Светлая, Славянский переулок, Сосновая, Угловой переулок, Хвойная, Холмистая, Холмистый переулок, Центральная.